# Palfinger

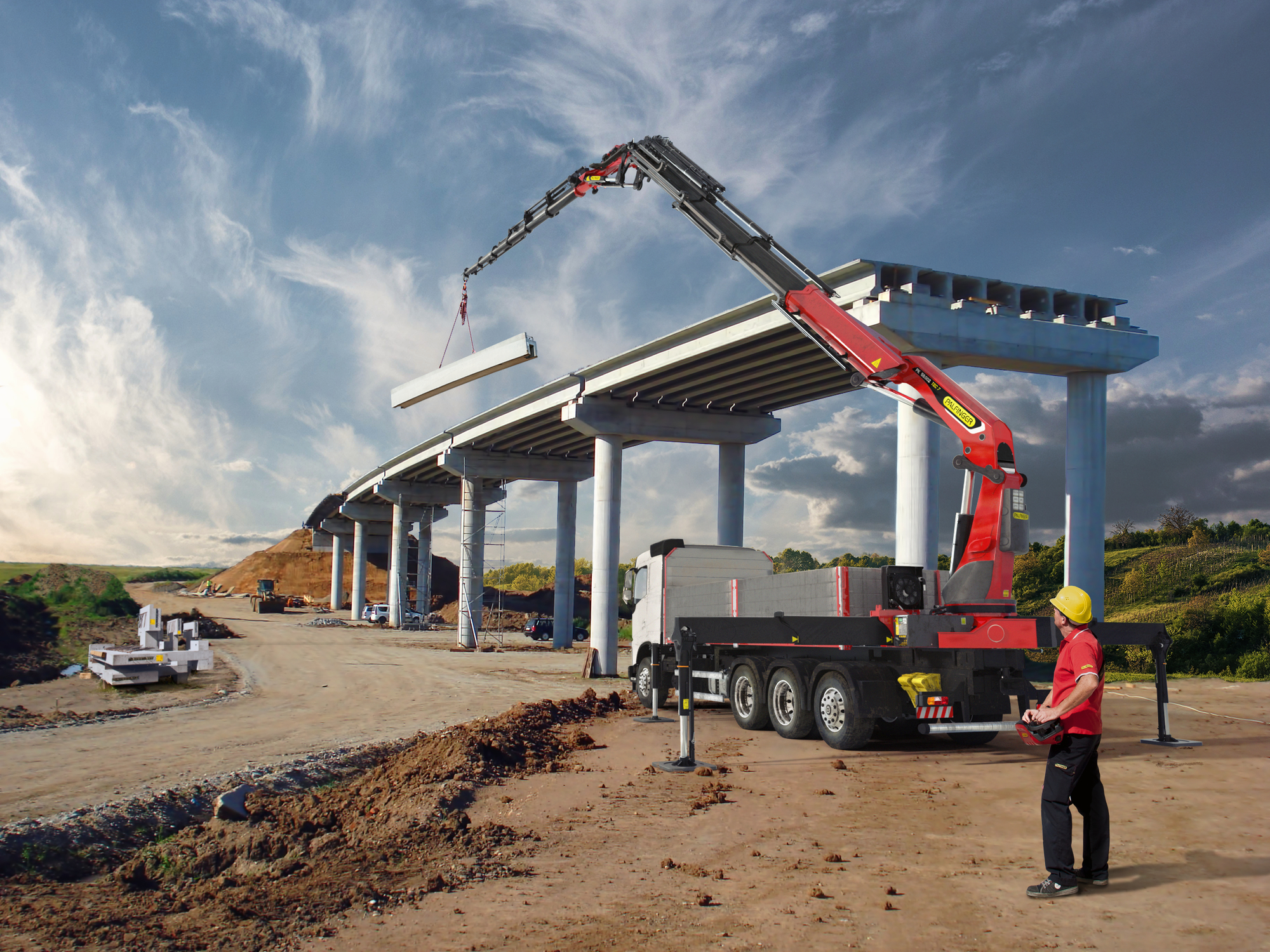
Der Palfinger-Kran PK 58.002 TEC 7 beim Baueinsatz

Die Palfinger AG (Eigenschreibweise: PALFINGER) mit Hauptsitz in Bergheim im Land Salzburg ist als börsennotiertes Maschinenbauunternehmen ein Anbieter von hydraulischer Kran- und Hebetechnik für den Land- und maritimen Bereich.
Bekannt wurde das Unternehmen mit seinen auf LKW montierten Kranen mit Knickarm. Mit über 100 Modellen dieses Produktes gilt Palfinger als Weltmarktführer. Neben verschiedenen Kranen vertreibt das Unternehmen auch Hubarbeitsbühnen, Mitnahmestapler, Ladebordwände, Abrollkipper und Absetzkipper und Eisenbahnsysteme.

## Geschichte

### 1930er- bis 1960er-Jahre: Gründung und Ausrichtung
Der Ursprung des Unternehmens liegt in der von Richard Palfinger 1932 gegründeten Reparatur- und Schlosserwerkstatt für landwirtschaftliche Anhänger und Kipper.
Schon 1959 baute Palfinger den ersten Kran, und als sein Sohn Hubert Palfinger 1964 die Leitung übernahm, wurde die Produktion auf hydraulische Ladekrane umgestellt.

### 1970er- bis 2000er-Jahre: Internationalisierung und Ausbau
In den folgenden Jahren lag der Schwerpunkt auf dem Ausbau des Produktangebots und der Internationalisierung des Unternehmens. 1984 eröffnete das Unternehmen ein Montage- und Fertigungswerk in Lengau mit 90 Mitarbeitern.
Bis 1989 expandierte Palfinger in über 70 Länder und erreichte eine Exportquote von über 90 Prozent. 1993 wurde ein Werk im slowenischen Maribor erworben. Zudem eröffnete Palfinger ein Werk zur Produktion von Abrollkippern in Frankreich. Um sein Geschäft auf dem amerikanischen Markt weiter auszubauen, kaufte Palfinger den Kranhändler Tiffin Loader Cranes aus den USA und gründete an dem Standort die Palfinger USA Inc. Zudem akquirierte das Unternehmen 2001 mit dem brasilianischen Unternehmen Madal einen Partner auf dem südamerikanischen Markt.
Der Börsengang des Unternehmens folgte im Juni 1999. 2004 übernahm Palfinger das Unternehmen Bison Deutschland, einen Anbieter für auf Lastwagen montierte Hubarbeitsbühnen.
Ein Jahr später folgte die Übernahme des britischen Ladebordwände- und Einstiegssystem-Produzenten Ratcliff Tail Lifts.
Das Unternehmen begann 2005 mit dem verstärkten Ausbau seines Geschäfts auf dem asiatischen Markt, indem es neben weiteren Standorten eine Asien-Zentrale in Singapur eröffnete. Weiters investierte Palfinger in den Bau eines Abrollkipper-Werkes in Shenzhen bei Hongkong und in die bestehenden Produktionsstandorte in Bulgarien, Slowenien, Ostdeutschland und den USA.
2008 kaufte Palfinger das amerikanische Unternehmen Omaha Standard in Iowa, das Lastwagenaufbauten und Ladebordwände für Pick-ups herstellt.
Ferner erweiterte das Unternehmen sein Angebot durch die Übernahme des Hubarbeitsbühnenbereichs der deutschen Wumag.
2009 erfolgte der Erwerb des Containerwechselsystem-Herstellers Automated Waste Equipment (AWE) in New Jersey, sowie die Übernahme einer Beteiligung in Höhe von 80 Prozent an dem Hubarbeitsbühnenbauer Eti Inc. in Oklahoma. Im Jahr darauf übernahm Palfinger 75 Prozent der Anteile an dem niederländischen Unternehmen Ned-Deck Marine und stieg damit in den Markt der Marinekranhersteller ein.

### 2010er-Jahre: Wachstum durch Kooperationen
2010 übernahm Palfinger die Marine- und Windkransparte der Palfinger Systems. 2012 begann eine Kooperation mit dem chinesischen Baumaschinenhersteller Sany Heavy Industries (Sany), die in dem Bau eines Werkes in Changsha mündete. Im selben Jahr erwarb Palfinger den brasilianischen Metallbauteilproduzenten Tercek sowie die norwegische Bergen Group Dreggen AS, welche Marine- und Offshore-Krane produziert. Gemeinsam mit dem Unternehmen Sky Aces Srl. gründete Palfinger im Jahr 2013 die Palfinger Platforms Italy, um Hubarbeitsbühnen für Lastwagen bis 3,5 Tonnen herzustellen. Zu dieser Zeit betrieb das Unternehmen weltweit über 29 Werke in 18 Ländern. Ferner übernahm Sany 10 Prozent der Anteile an Palfinger, während Palfinger 10 Prozent der Anteile an Sany Lifting Ltd. erwarb.
2015 erfolgte die Eröffnung des neuen Unternehmenssitzes in Bergheim, begleitet von Investitionen zwischen drei und sechs Millionen Euro in den Ausbau des Produktionsstandorts Löbau. Im Jahr darauf erwarb Palfinger die norwegische Harding-Gruppe, um den maritimen Geschäftsbereich des Unternehmens auszubauen. Insbesondere der Zukauf der Harding-Gruppe führte fast zu einer Verdoppelung des Volumens des Marinegeschäfts. Im Geschäftsjahr 2016 erzielte Palfinger einen Umsatz in Höhe von 1,36 Milliarden Euro. Zudem reduzierte Sany seine Beteiligung auf 7,5 Prozent.

### 2020er-Jahre: Ausbau von Standorten und Vertrieb
2020 erwarb Palfinger seinen weltweit zweitgrößten unabhängigen Vertriebspartner Hinz Försäljnings mit Sitz in Schweden und übernahm im Jahr darauf den spanischen Vertriebspartner Equipdraulic. Die Überkreuzbeteiligung mit dem Sany-Konzern von 7,5 Prozent wurde Ende 2021 aufgelöst, um Platz für eine intensivere operative Zusammenarbeit zu schaffen. Weiters begann Palfinger, mit Investitionen in Höhe von fünf Millionen Euro das Technologiezentrum in Köstendorf auszubauen. Im selben Jahr übernahm Palfinger die Unternehmen TSK Kran und Wechselsysteme GmbH und TSR Lacktechnik. Zudem folgte der Kauf der Rechte an der Technologie des Offshore-Passagier-Transfer-Systems (OPTS) von dem Unternehmen Lift2Work B.V. Im Geschäftsjahr 2023 konnte das Unternehmen erstmals die Umsatzschwelle von 2 Mrd. Euro überschreiten.
2022 eröffnete Palfinger mit The Hub Vienna einen neuen Standort in Wien und verlegte die Hubarbeitsbühnenfertigung von Krefeld nach Löbau. In der Sächsischen Zeitung hieß es im Juni 2023 dazu: „Die Erweiterung von Löbau zu einer Drehscheibe für Hubarbeitsbühnen ist für das europäische Produktionsnetzwerk von Palfinger essenziell. Zusätzlich wird die gesamte Hubarbeitsbühnenmontage in Deutschland hier zusammengeführt.“ Darüber hinaus eröffnete das Unternehmen den Palfinger Campus als Aus- und Weiterbildungszentrum sowie die Palfinger World an seinem Standort in Lengau. Im Juni 2023 gründete Palfinger eine zentrale Anlaufstelle für die Aktivitäten in den USA in Schaumburg, Illinois. 2023 schloss Palfinger mit dem norwegischen Ölexplorations- und Erschließungsunternehmen Aker BP einen zehnjährigen Vertrag zur Entwicklung und Markteinführung ferngesteuerter Offshore-Krane. Bei der Umsetzung kooperiert Palfinger zusätzlich mit dem Softwareentwickler Optilift.

## Kontroversen
Palfinger wurde dafür kritisiert, seine Geschäftstätigkeit in Russland trotz der anhaltenden geopolitischen Spannungen infolge der Invasion der Ukraine fortzusetzen. Laut der Leave Russia-Datenbank ist Palfinger weiterhin auf dem russischen Markt aktiv, was zu Kritik von Organisationen geführt hat, die sich für unternehmerische Verantwortung und ethisches Geschäftsgebaren einsetzen.

## Unternehmensstruktur
Die Palfinger AG ist seit 1999 an der Wiener Börse notiert. Das Unternehmen hat Produktions- und Vertriebsstandorte in Europa, Nord- und Südamerika sowie Asien. Insgesamt hat Palfinger über 5000 Vertriebs- und Servicestützpunkte in über 130 Ländern.

## Aktionäre
| Name              | Anteil |
| ----------------- | ------ |
| Familie Palfinger | 56,5 % |
| Palfinger AG      | 7,5 %  |
| Streubesitz       | 36,0 % |

## Produkte
Das Stammprodukt der Palfinger AG ist der Ladekran und mit über 100 Modellen dieses Produktes nimmt das Unternehmen eine weltweit führende Position ein. Zudem gilt Palfinger als Weltmarktführer für hydraulische Systeme. Das Unternehmen stellt Hubarbeitsbühnen, Mitnahmestapler, Ladekrane, Forst- und Recyclingkrane, Marinekrane, Windkrane, Hooklifts und Eisenbahnsysteme her. Durch die Akquisition der weltweit tätigen Harding-Gruppe im Jahr 2016 erlangte die Palfinger AG mit Palfinger Marine auch die Weltmarktführerschaft bei maritimen Rettungssystemen. Palfinger bietet verschiedene Produkte der Kran- und Hebetechnik an.
- Ladekrane
- Forst- und Recyclingkrane
- Hubarbeitsbühnen
- Abrollkipper und Absetzkipper
- Eisenbahnsysteme
- Ladebordwände
- Personeneinstiegssysteme
- Mitnahmestapler
- Abrollkipper und Absetzkipper
- Raupenkrane
- Factory Mounting
- Boote und Davits
- Windkrane
- Offshore-Krane

Zusätzlich für den nordamerikanischen Markt bietet Palfinger darüber hinaus spezifische Produkte an, wie beispielsweise Mitnahmestapler (eng.: Truck Mounted Forklifts).